# Herb gminy Kunice
Herb gminy Kunice – jeden z symboli gminy Kunice, ustanowiony 14 sierpnia 1997.

## Wygląd i symbolika
Herb przedstawia na tarczy dwudzielnej w słup w polu (heraldycznie) prawym złotym postać świętej Jadwigi Śląskiej w sukniach barw ciemnozielonej, niebieskiej i czerwonej, ze spływającym niebieskim welonem do ramion, z nimbem oddanym ornamentem złotoczerwonym. W prawej ręce mszalik z paciorkami różańca, w lewej figurka Matki Bożej z Dzieciątkiem. W polu lewym niebieskim pas srebrny przedzielający w połowie wysokości tarczy, w dolnym niebieskim polu srebrne zwierzę rybopodobne, płynące ku górze.
Tarcza herbowa w formie kartusza wzorowana jest na kartuszu z północnej elewacji kościoła w Rosochatej. Złote tło nawiązuje do barwy tarczy herbowej wrocławskich Piastów oraz do średniowiecznego malarstwa tablicowego. Przedzielenie pasem nawiązuje do herbu Kotwic (Kotwicz) jako herbu wspólnego dla narodów polskiego i niemieckiego. Barwa błękitna lewej części herbu oraz zwierzę rybopodobne stanowi nawiązanie do wód znajdujących się na obszarze dzisiejszej Gminy Kunice i miejscowej hodowli ryb. Różaniec i figurka Matki Bożej są atrybutami świętej.